# Annunciatietriptiek van Aix

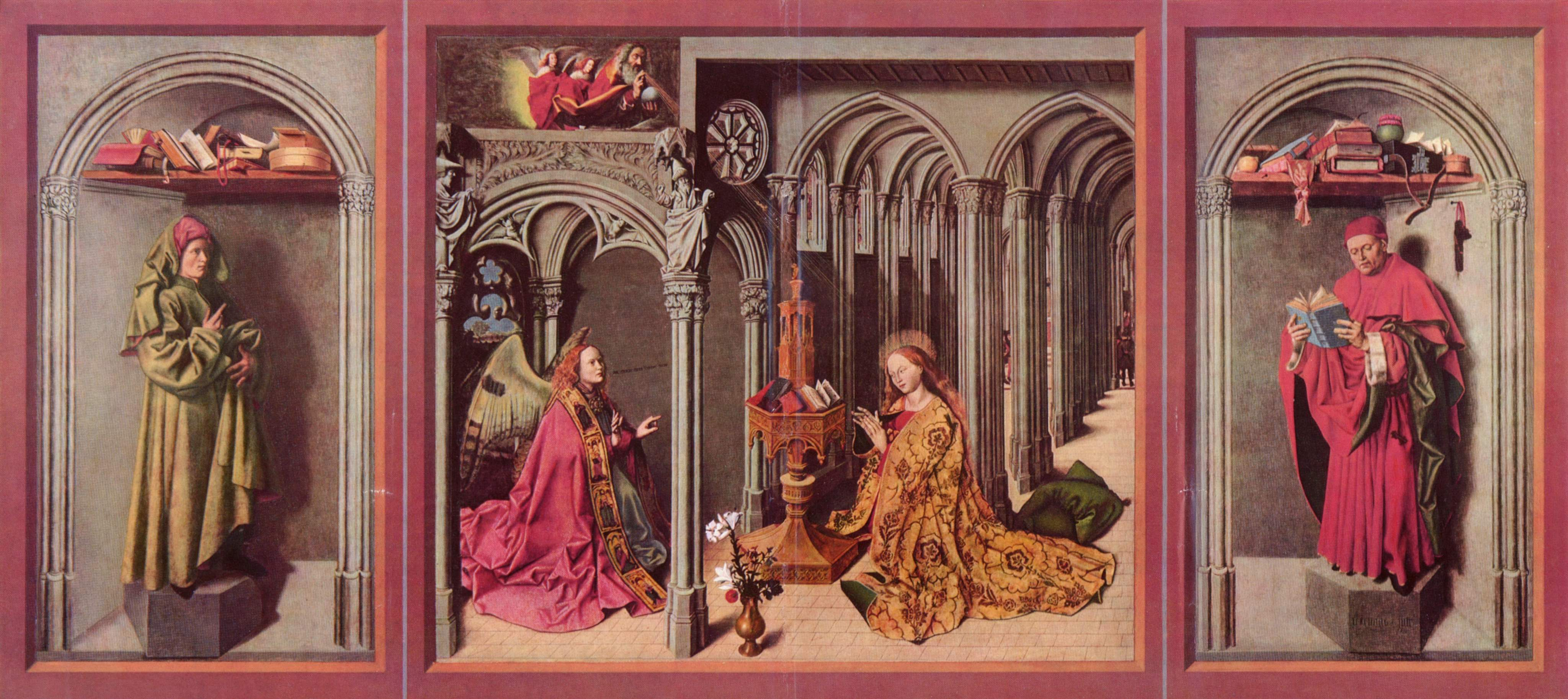
De Annunciatietriptiek van Aix – Barthélemy van Eyck, kunstmatige wedersamenstelling.

De Annunciatietriptiek van Aix is een retabel dat geschilderd werd tussen 1443 en 1445 voor de kathedraal van de Heilige Verlosser (Saint-Sauveur) in Aix-en-Provence en dat mettertijd verdeeld werd in vier panelen die nu verspreid zijn over vier musea. Het middendeel wordt nog steeds bewaard in Aix, sinds 2016 in Musée du Vieil-Aix, omwille van de restauratie van de Madeleinekerk waar het werk zich normaal bevond.

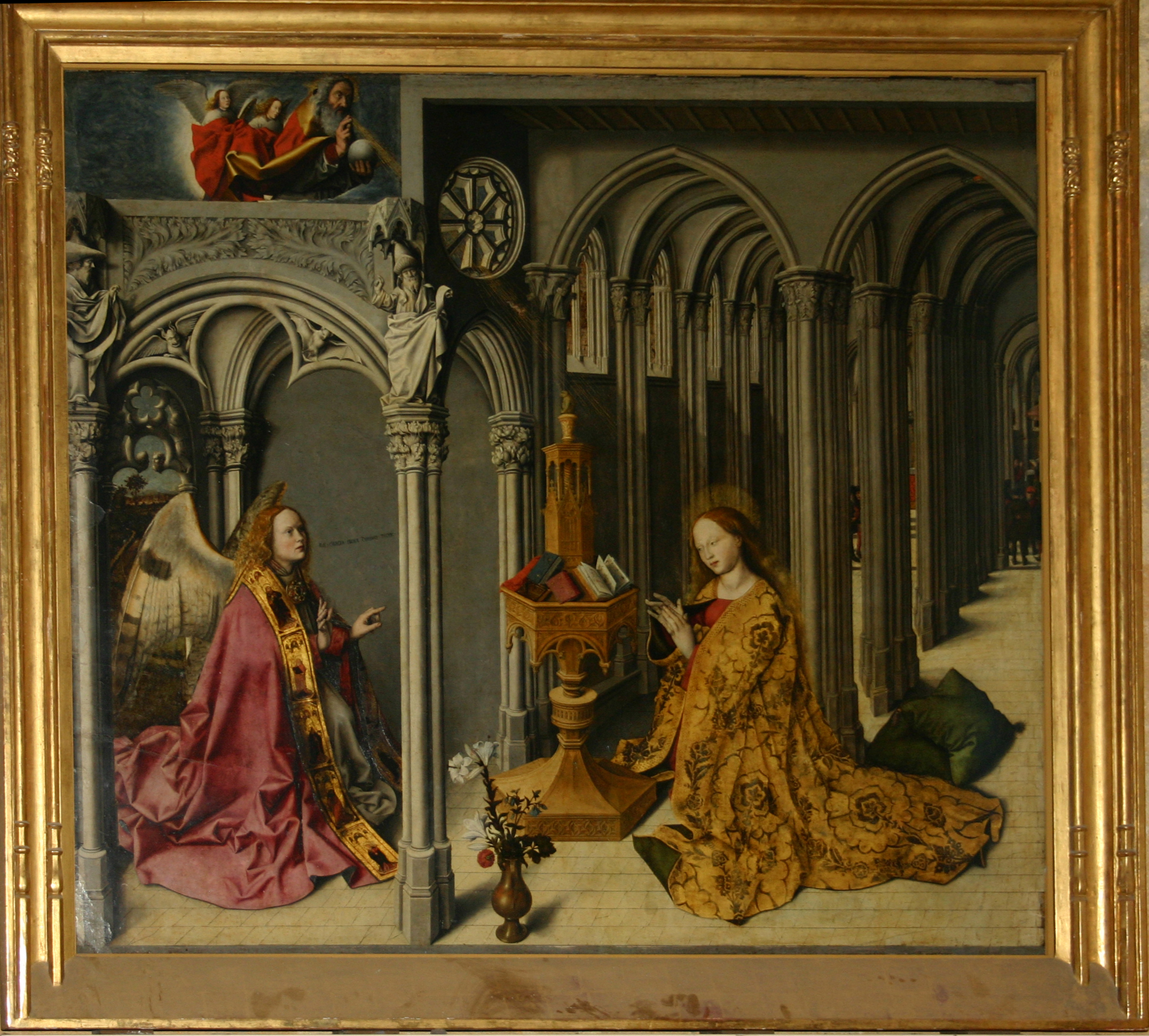
Annunciatietriptiek van Aix, middendeel, Barthélemy van Eyck, Heilige Geest kerk, Aix-en-Provence

## Geschiedenis
De ontstaansgeschiedenis van dit werk is bekend, dankzij het testament van 9 december 1442 van Pierre Corpici, een drapenier die regelmatig voor René d’Anjou werkte, weet men dat het retabel besteld werd voor het altaar dat hij mocht oprichten in de kathedraal van de Heilige Verlosser (Saint-Sauveur) in Aix-en-Provence. Hij liet 100 florijnen na voor de oprichting van het altaar en het schilderen van een retabel met hemel en predella en als er geld overbleef moest dat besteed worden aan de verdere versiering van het altaar met altaarkleden en dergelijke. Het werk werd in de kathedraal geplaatst op de feestdag van de Annunciatie, dus op 25 maart 1444. Het document vermeldt echter nergens de naam van de schilder.
In 1618 wordt de triptiek overgebracht naar de doopkapel van de kathedraal. Volgens een beschrijving uit 1623 was het werk nog compleet maar in 1679 was dit niet meer het geval. In 1791 bevindt het middendeel van het werk zich nog steeds in de doopkapel van de kathedraal volgens de latere burgemeester van Aix, Alexandre de Fauris de Saint-Vincens, tevens een gepassioneerd historicus. Na de Franse Revolutie wordt het werk overgebracht naar de Maria Magdalena kerk (Madeleine). Toen deze in 2006 gesloten werd, bracht men het middenpaneel naar de kerk van de Heilige Geest.
Omstreeks 1900 wordt het linkerpaneel teruggevonden in de Cook collectie in Richmond bij Londen en in 1939 verkocht aan het museum Boijmans Van Beuningen in Rotterdam. Het paneel is niet meer intact. Origineel mat het 152 × 86 cm en in zijn huidige toestand 101,6 × 68 cm. In zijn oorspronkelijke toestand stelde het paneel langs de achterzijde (buitenkant) de rechterhelft van het Noli me tangere voor, met een geknielde Maria Magdalena en op de voorzijde een profeet geplaatst in een nis, met bovenaan in de nis een schap met boeken. Op het teruggevonden paneel waren de zuiltjes opzij van de nis verwijderd en ook de bovenste deel van de nis, de rondboog met de boeken. Dit laatste deel werd in 1909 op een veiling in Amsterdam aangeboden als stilleven met boeken en aangekocht door het Rijksmuseum Amsterdam. De Belgische kunsthistoricus Georges Hulin de Loo bracht het werk in 1909 al in verband met de Annunciatie van Aix.
Het rechterpaneel werd te koop aangeboden op een veiling in Parijs in maart 1923 en was volgens de catalogus afkomstig van een residentie in de omgeving van Aix-en-Provence. Op aanraden van Hulin de Loo werd het aangekocht door het Museum voor Oude Kunst in Brussel.

## Iconografie
Het centrale paneel dat zich nu in de Heilige Geest kerk van Aix-en-Provence bevindt, toont de boodschap van de engel Gabriël aan Maria. De engel Gabriël zien we links, geknield in een zijkapel, waarboven God de Vader is afgebeeld met twee engelen. In de stralenbundel die uitgaat van God de Vader, ziet men een kindje zweven naar Maria toe. Maria is geknield voor een lezenaar en blijkbaar aan het bidden uit haar gebedenboek in een voorportaal van de kerk. In de achtergrond zien we gelovigen die een misdienst bijwonen in het gotische kerkschip. Dit is een eerder ongewone voorstelling voor een annunciatie, die werd wel meermaals voorgesteld in een kerk, maar die kerk bleef dan verder leeg. Sommige kunsthistorici menen dat de schilder zijn inspiratie hiervoor haalde uit de mysteriespelen waarin Bijbelse taferelen werden uitgebeeld
Op het linkerpaneel dat zich nu in het museum Boijmans van Beuningen bevindt, ziet men aan de vroegere binnenzijde de profeet Jesaja afgebeeld in een nis, met onder de rondboog van de nis een aantal boeken. Het bovengedeelte is afgezaagd en bevindt zich nu als een afzonderlijk stilleven in het Rijksmuseum in Amsterdam. Op de buitenzijde van dit paneel zien we een geknielde Maria Magdalena.
Op het rechterpaneel, nu in het Museum van Schone Kunsten in Brussel is op de binnenzijde Jeremia afgebeeld lezend in een boek met boven hem eveneens een boekenplank met een aantal boeken en een draagtas erop en op de buitenzijde ziet men de verrezen Christus met kruisstaf met banier.
De buitenzijden van de vleugels van het retabel vormden samen het Noli me tangere als het altaarstuk gesloten was. Dat was het beeld dat de bezoekers van de kerk in de middeleeuwen meestal te zien kregen. De triptiek werd slechts geopend bij speciale gelegenheden. Het predella of voetstuk van het retabel is verloren gegaan.
De profeten afgebeeld op de binnenzijden van de vleugels, die te zien waren als de triptiek geopend werd, stonden in verband met de profetieën die de geboorte van een Messias voorspelden en sloten dus perfect aan bij de scène van de blijde boodschap op het middendeel.
Barthélemy van Eyck liet zich duidelijk inspireren door werken van Vlaamse kunstenaars die hij kende van zijn tijd in Vlaanderen of die hij gezien had tijdens zijn reis naar Italië met René d’Anjou van 1438-1442.

## Reconstructieweergave
In reconstructie ziet het veelluik er als volgt uit:
- Linkerluik, buitenzijde: Maria Magdalena, Museum Boijmans Van Beuningen, Rotterdam
- Linkerluik, binnenzijde, bovenste deel: Stilleven met boeken, Rijksmuseum, Amsterdam
- Linkerluik, binnenzijde, onderste deel: De profeet Jesaja , Museum Boijmans Van Beuningen, Rotterdam
- Middenluik: De Annunciatie, Musée du Vieil-Aix, Aix-en-Provence
- Rechterluik, binnenzijde: De profeet Jeremia, Oldmasters Museum, Brussel
- Rechterluik, buitenzijde: Christus met kruisstaf, Oldmasters Museum, Brussel

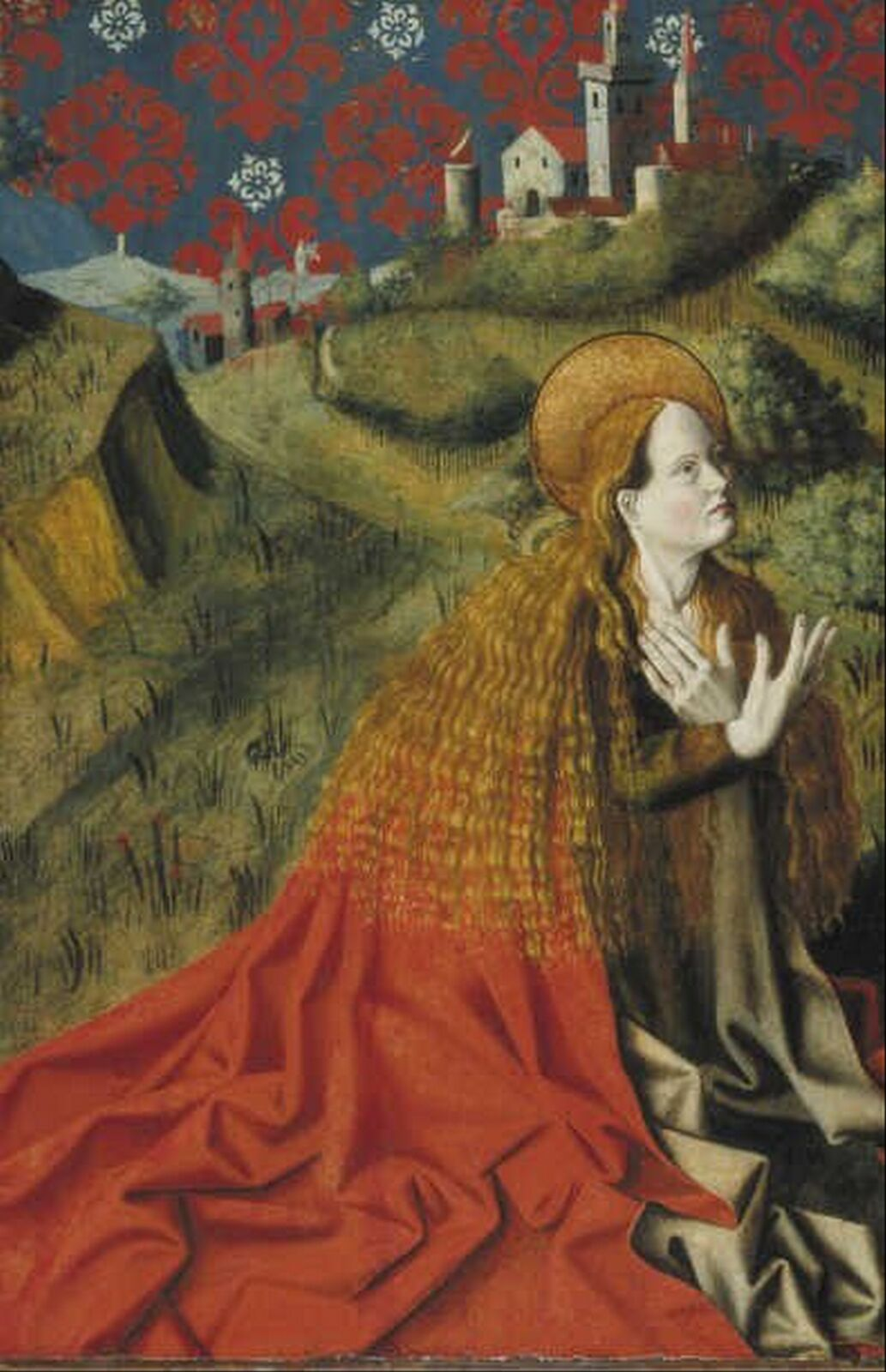
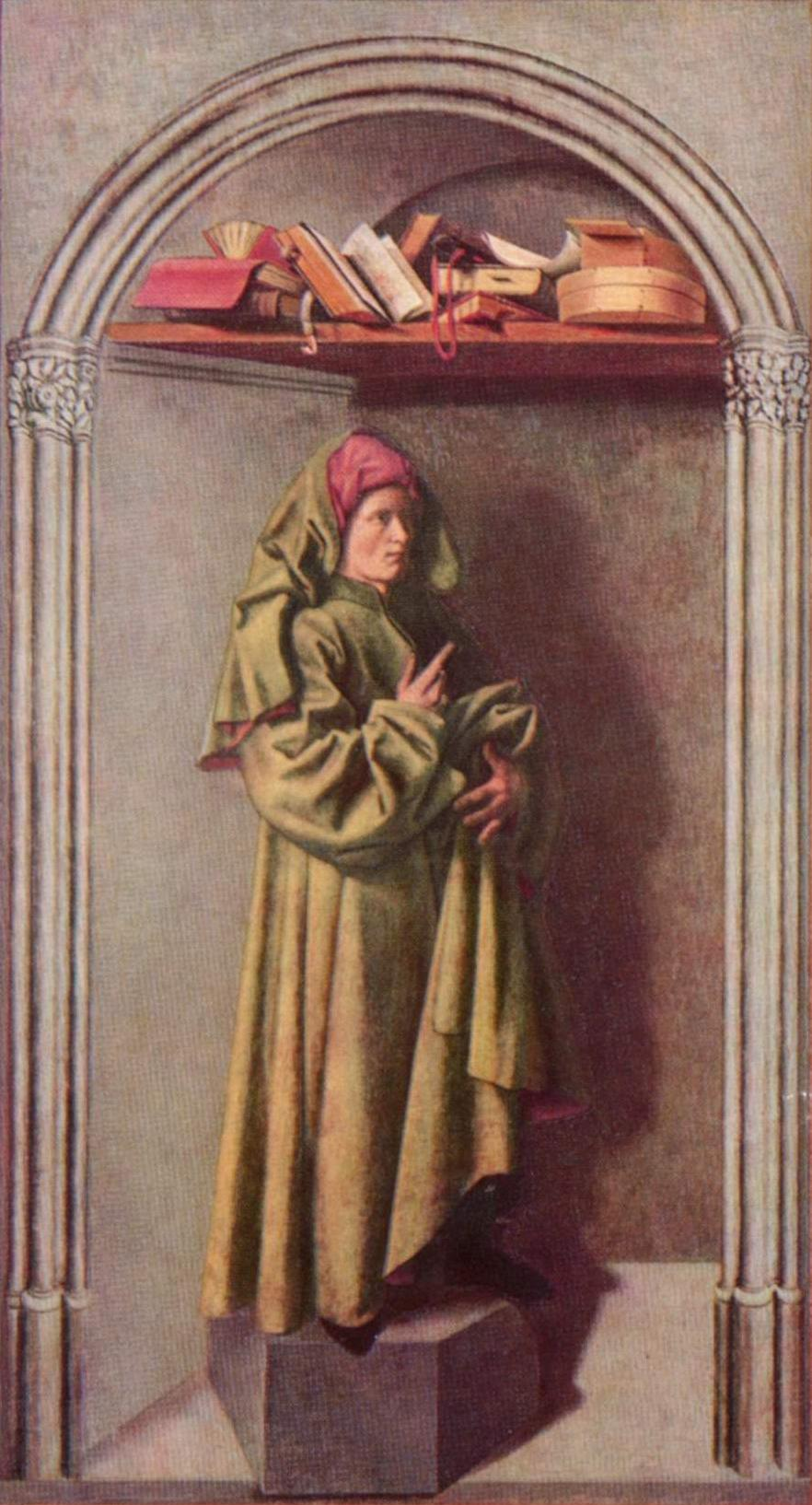
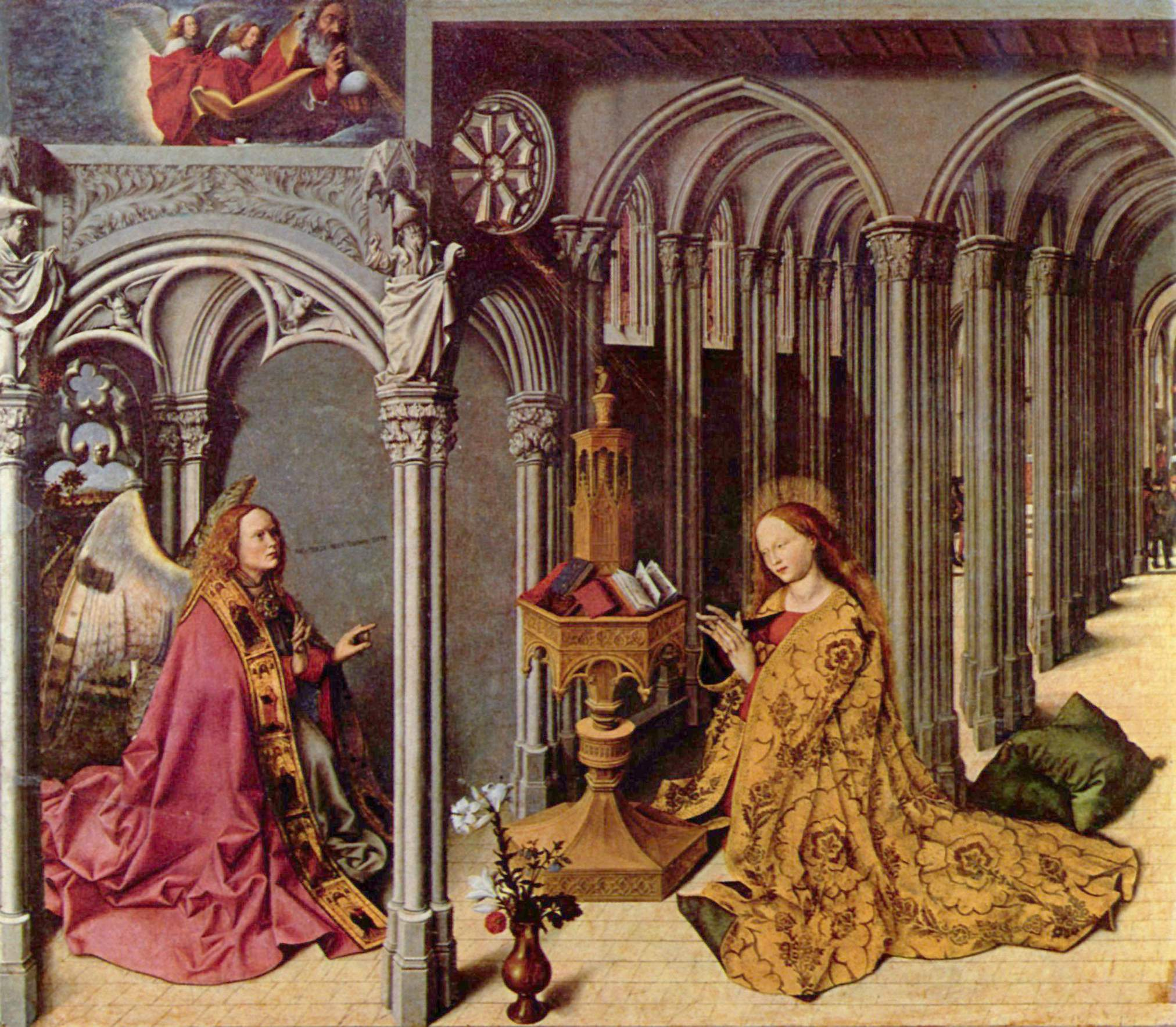
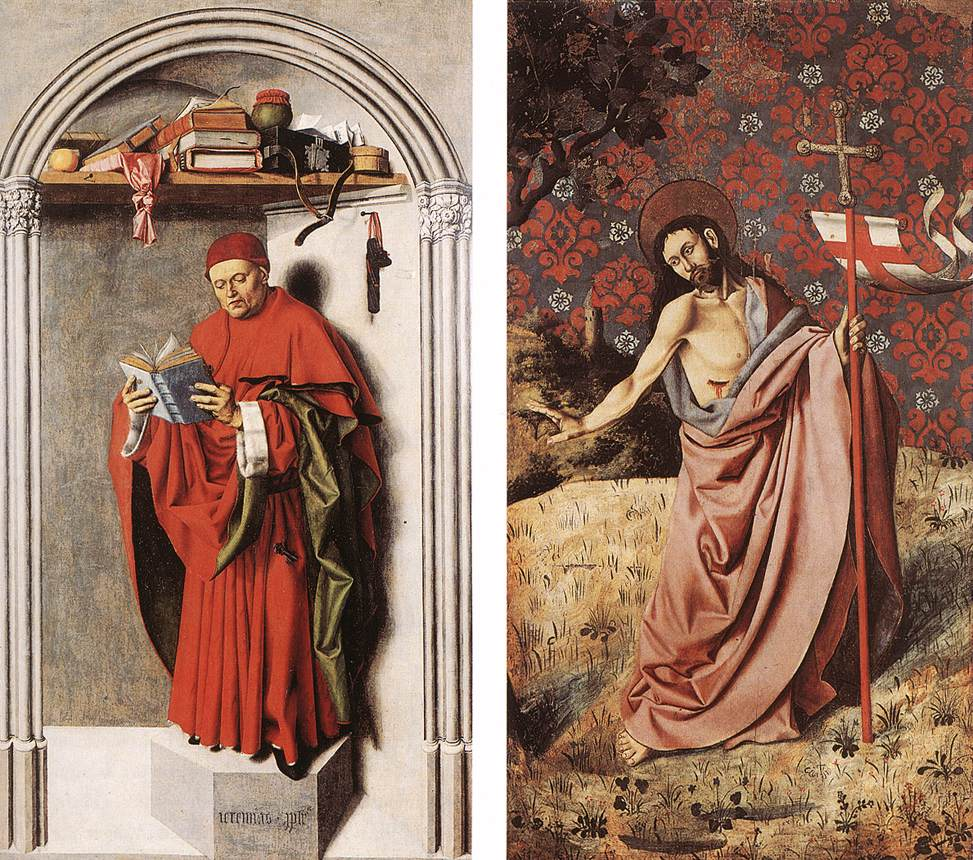

## Toewijzing
Bij de herontdekking van het werk in het begin van de twintigste eeuw zagen de Franse kunsthistorici in het werk de hand van een Franse schilder die misschien was beïnvloed door de Vlaamse kunst en daarna actief was in de Provence. Georges Hulin de Loo, de grote kenner uit die tijd van de Vlaamse primitieven, ziet achter het werk een Vlaamse kunstenaar die was uitgeweken naar het zuiden van Frankrijk en die werkte in de eyckiaanse traditie maar ook sterk was beïnvloed door Konrad Witz. Hij gaf hem de noodnaam Meester van de Annunciatie van Aix. Deze meester wordt door Nicole Reynaud vereenzelvigd met Barthélemy van Eyck en tegenwoordig zijn de kunsthistorici nagenoeg unaniem in de toeschrijving van dit werk aan Barthélemy van Eyck.